# Wereldbeker zwemmen 2015
De wereldbeker zwemmen 2015 was een serie van acht wedstrijden die gehouden werden van augustus tot en met november 2015 in acht verschillende steden in Azië en Europa. De Zuid-Afrikaan Cameron van der Burgh, bij de mannen, en de Hongaarse Katinka Hosszú, bij de vrouwen, grepen de eindzege.

## Kalender
| # | Data               | Locatie   | Resultaten |
| - | ------------------ | --------- | ---------- |
| 1 | 11 en 12 augustus  | Moskou    | [ 1 ]      |
| 2 | 15 en 16 augustus  | Chartres  | [ 2 ]      |
| 3 | 25 en 26 september | Hongkong  | [ 3 ]      |
| 4 | 29 en 30 september | Peking    | [ 4 ]      |
| 5 | 3 en 4 oktober     | Singapore | [ 5 ]      |
| 6 | 28 en 29 oktober   | Tokio     | [ 6 ]      |
| 7 | 2 en 3 november    | Doha      | [ 7 ]      |
| 8 | 6 en 7 november    | Dubai     | [ 8 ]      |

## Klassementen

### Mannen
| Rang | Naam                  | Land             | Punten (Bonuspunten) | Punten (Bonuspunten) | Punten (Bonuspunten) | Punten (Bonuspunten) | Punten (Bonuspunten) | Punten (Bonuspunten) | Punten (Bonuspunten) | Punten (Bonuspunten) | Totaal |
| Rang | Naam                  | Land             | MOS                  | CHA                  | HON                  | PEK                  | SIN                  | TOK                  | DOH                  | DUB                  | Totaal |
| ---- | --------------------- | ---------------- | -------------------- | -------------------- | -------------------- | -------------------- | -------------------- | -------------------- | -------------------- | -------------------- | ------ |
| 1    | Cameron van der Burgh | Zuid-Afrika      | 48                   | 48                   | 48                   | 57                   | 36                   | 42                   | 48                   | 42                   | 369    |
| 2    | Chad le Clos          | Zuid-Afrika      | 21                   | 60                   | –                    | –                    | –                    | –                    | 48                   | 51                   | 180    |
| 3    | Mitch Larkin          | Australië        | –                    | –                    | –                    | –                    | –                    | 57                   | 60                   | 57                   | 174    |
| 4    | Dávid Verrasztó       | Hongarije        | 12                   | 18                   | 24                   | 33                   | 6                    | 12                   | 18                   | 12                   | 135    |
| 5    | Masato Sakai          | Japan            | –                    | –                    | 48                   | 36                   | 21                   | 12                   | –                    | –                    | 117    |
| 6    | Ashley Delaney        | Australië        | 12                   | 15                   | 27                   | 30                   | 21                   | –                    | –                    | –                    | 105    |
| 7    | David Plummer         | Verenigde Staten | –                    | –                    | –                    | –                    | –                    | 18                   | 33                   | 33                   | 84     |
| 7    | Katsumi Nakamura      | Japan            | –                    | –                    | 24                   | 24                   | 12                   | 24                   | –                    | –                    | 84     |
| 9    | Daniel Smith          | Australië        | –                    | 12                   | 30                   | 24                   | 12                   | –                    | –                    | –                    | 78     |
| 10   | Yuki Shirai           | Japan            | –                    | –                    | 30                   | 27                   | 18                   | –                    | –                    | –                    | 75     |

### Vrouwen
| Rang | Naam              | Land             | Punten (Bonuspunten) | Punten (Bonuspunten) | Punten (Bonuspunten) | Punten (Bonuspunten) | Punten (Bonuspunten) | Punten (Bonuspunten) | Punten (Bonuspunten) | Punten (Bonuspunten) | Totaal |
| Rang | Naam              | Land             | MOS                  | CHA                  | HON                  | PEK                  | SIN                  | TOK                  | DOH                  | DUB                  | Totaal |
| ---- | ----------------- | ---------------- | -------------------- | -------------------- | -------------------- | -------------------- | -------------------- | -------------------- | -------------------- | -------------------- | ------ |
| 1    | Katinka Hosszú    | Hongarije        | 81                   | 81                   | 129                  | 66                   | 45                   | 81                   | 87                   | 99                   | 669    |
| 2    | Emily Seebohm     | Australië        | 57                   | 54                   | 57                   | 57                   | 36                   | 60                   | 60                   | 60                   | 441    |
| 3    | Zsuzsanna Jakabos | Hongarije        | 9                    | 24                   | 42                   | 36                   | 30                   | 18                   | 21                   | 21                   | 201    |
| 4    | Alia Atkinson     | Jamaica          | –                    | 24                   | 36                   | 24                   | 18                   | 9                    | 21                   | 42                   | 174    |
| 5    | Cate Campbell     | Australië        | –                    | –                    | 36                   | 42                   | 30                   | –                    | –                    | –                    | 108    |
| 6    | Natalie Coughlin  | Verenigde Staten | –                    | 39                   | –                    | –                    | –                    | 9                    | 33                   | –                    | 81     |
| 6    | Vitalina Simonova | Rusland          | 30                   | 12                   | 21                   | 9                    | 9                    | –                    | –                    | –                    | 81     |
| 8    | Missy Franklin    | Verenigde Staten | –                    | 30                   | 24                   | 18                   | 6                    | –                    | –                    | –                    | 78     |
| 8    | Jeanette Ottesen  | Denemarken       | 24                   | –                    | 18                   | 24                   | 12                   | –                    | –                    | –                    | 78     |
| 10   | Lauren Boyle      | Nieuw-Zeeland    | –                    | 21                   | –                    | –                    | –                    | –                    | 24                   | 24                   | 69     |

## Dagzeges

### Vrije slag

#### 50 meter
| Wedstrijd    | Mannen           | Mannen | Mannen | Vrouwen          | Vrouwen  | Vrouwen  |
| Wedstrijd    | Winnaar          | Land   | Tijd   | Winnaar          | Land     | Tijd     |
| ------------ | ---------------- | ------ | ------ | ---------------- | -------- | -------- |
| #1:Moskou    | Josh Schneider   | USA    | 21,80  | Jeanette Ottesen | DEN      | 24,62    |
| #2:Chartres  | Josh Schneider   | USA    | 22,11  | Anna Santamans   | FRA      | 24,78    |
| #3:Hongkong  | Katsumi Nakamura | JPN    | 22,15  | Cate Campbell    | AUS      | 24,69    |
| #4:Peking    | Katsumi Nakamura | JPN    | 22,27  | Cate Campbell    | AUS      | 24,30    |
| #5:Singapore | Katsumi Nakamura | JPN    | 22,47  | Afgelast         | Afgelast | Afgelast |
| #6:Tokio     | Katsumi Nakamura | JPN    | 22,15  | Melanie Wright   | AUS      | 24,92    |
| #7:Doha      | Bruno Fratus     | BRA    | 22,28  | Anna Santamans   | FRA      | 24,95    |
| #8:Dubai     | Bruno Fratus     | BRA    | 22,05  | Melanie Wright   | AUS      | 24,72    |

#### 100 meter
| Wedstrijd    | Mannen           | Mannen   | Mannen   | Vrouwen        | Vrouwen | Vrouwen |
| Wedstrijd    | Winnaar          | Land     | Tijd     | Winnaar        | Land    | Tijd    |
| ------------ | ---------------- | -------- | -------- | -------------- | ------- | ------- |
| #1:Moskou    | Chad le Clos     | RSA      | 48,16    | Katinka Hosszú | HUN     | 54,10   |
| #2:Chartres  | Mehdy Metella    | FRA      | 48,69    | Katinka Hosszú | HUN     | 54,30   |
| #3:Hongkong  | Katsumi Nakamura | JPN      | 49,48    | Cate Campbell  | AUS     | 53,60   |
| #4:Peking    | Katsumi Nakamura | JPN      | 48,60    | Cate Campbell  | AUS     | 52,96   |
| #5:Singapore | Afgelast         | Afgelast | Afgelast | Cate Campbell  | AUS     | 53,09   |
| #6:Tokio     | Katsumi Nakamura | JPN      | 49,17    | Rikako Ikee    | JPN     | 54,14   |
| #7:Doha      | Chad le Clos     | RSA      | 48,96    | Melanie Wright | AUS     | 53,86   |
| #8:Dubai     | Jérémy Stravius  | FRA      | 48,34    | Melanie Wright | AUS     | 53,79   |

#### 200 meter
| Wedstrijd    | Mannen        | Mannen | Mannen  | Vrouwen        | Vrouwen  | Vrouwen  |
| Wedstrijd    | Winnaar       | Land   | Tijd    | Winnaar        | Land     | Tijd     |
| ------------ | ------------- | ------ | ------- | -------------- | -------- | -------- |
| #1:Moskou    | Danila Izotov | RUS    | 1.46,93 | Katinka Hosszú | HUN      | 1.56,83  |
| #2:Chartres  | Daniel Smith  | AUS    | 1.46,50 | Katinka Hosszú | HUN      | 1.56,06  |
| #3:Hongkong  | Daniel Smith  | AUS    | 1.48,81 | Katinka Hosszú | HUN      | 1.55,81  |
| #4:Peking    | Daniel Smith  | AUS    | 1.46,70 | Shen Duo       | CHN      | 1.56,47  |
| #5:Singapore | Daniel Smith  | AUS    | 1.48,15 | Afgelast       | Afgelast | Afgelast |
| #6:Tokio     | Yuki Kobori   | JPN    | 1.47,59 | Katinka Hosszú | HUN      | 1.56,67  |
| #7:Doha      | James Guy     | GBR    | 1.47,06 | Katinka Hosszú | HUN      | 1.56,60  |
| #8:Dubai     | James Guy     | GBR    | 1.46,60 | Katinka Hosszú | HUN      | 1.55,41  |

#### 400 meter
| Wedstrijd    | Mannen            | Mannen   | Mannen   | Vrouwen         | Vrouwen | Vrouwen |
| Wedstrijd    | Winnaar           | Land     | Tijd     | Winnaar         | Land    | Tijd    |
| ------------ | ----------------- | -------- | -------- | --------------- | ------- | ------- |
| #1:Moskou    | Devon Myles Brown | RSA      | 3.48,52  | Shao Yiwen      | CHN     | 4.07,30 |
| #2:Chartres  | Jan Micka         | CZE      | 3.50,64  | Lindsay Vrooman | USA     | 4.07,16 |
| #3:Hongkong  | Daniel Smith      | AUS      | 3.52,68  | Katinka Hosszú  | HUN     | 4.13,93 |
| #4:Peking    | Daniel Smith      | AUS      | 3.51,45  | Guo Junjun      | CHN     | 4.08,46 |
| #5:Singapore | Afgelast          | Afgelast | Afgelast | Katinka Hosszú  | HUN     | 4.12,00 |
| #6:Tokio     | Yosuke Miyamoto   | JPN      | 3.49,86  | Katinka Hosszú  | HUN     | 4.08,87 |
| #7:Doha      | James Guy         | GBR      | 3.46,76  | Lauren Boyle    | NZL     | 4.06,58 |
| #8:Dubai     | James Guy         | GBR      | 3.46,91  | Lauren Boyle    | NZL     | 4.04,26 |

#### 1500/800 meter
| Wedstrijd    | Mannen               | Mannen   | Mannen   | Vrouwen         | Vrouwen  | Vrouwen  |
| Wedstrijd    | Winnaar              | Land     | Tijd     | Winnaar         | Land     | Tijd     |
| ------------ | -------------------- | -------- | -------- | --------------- | -------- | -------- |
| #1:Moskou    | Gregorio Paltrinieri | ITA      | 14.55,06 | Zhang Yuhan     | CHN      | 8.30,60  |
| #2:Chartres  | Gregorio Paltrinieri | ITA      | 15.04,98 | Lauren Boyle    | NZL      | 8.26,46  |
| #3:Hongkong  | Masato Sakai         | JPN      | 15.28,04 | Katinka Hosszú  | HUN      | 8.42,88  |
| #4:Peking    | Masato Sakai         | JPN      | 15.29,46 | Wang Guoyue     | CHN      | 8.37,38  |
| #5:Singapore | Afgelast             | Afgelast | Afgelast | Afgelast        | Afgelast | Afgelast |
| #6:Tokio     | Ayatsugu Hirai       | JPN      | 15.16,39 | Yukimi Moriyama | JPN      | 8.40,98  |
| #7:Doha      | Mychailo Romantsjoek | UKR      | 15.07,06 | Lauren Boyle    | NZL      | 8.24,76  |
| #8:Dubai     | Jan Micka            | CZE      | 15.02,08 | Lauren Boyle    | NZL      | 8.25,96  |

### Rugslag

#### 50 meter
| Wedstrijd    | Mannen                     | Mannen  | Mannen | Vrouwen          | Vrouwen  | Vrouwen  |
| Wedstrijd    | Winnaar                    | Land    | Tijd   | Winnaar          | Land     | Tijd     |
| ------------ | -------------------------- | ------- | ------ | ---------------- | -------- | -------- |
| #1:Moskou    | Camille Lacourt            | FRA     | 24,67  | Emily Seebohm    | AUS      | 27,90    |
| #2:Chartres  | Camille Lacourt            | FRA     | 24,75  | Natalie Coughlin | USA      | 27,65    |
| #3:Hongkong  | Ashley Delaney             | AUS     | 25,55  | Emily Seebohm    | AUS      | 27,90    |
| #4:Peking    | Xu Jiayu                   | CHN     | 24,65  | Fu Yuanhui       | CHN      | 27,55    |
| #5:Singapore | Ashley Delaney             | AUS     | 25,30  | Afgelast         | Afgelast | Afgelast |
| #6:Tokio     | David Plummer              | USA     | 24,58  | Emily Seebohm    | AUS      | 27,49    |
| #7:Doha      | David Plummer Mitch Larkin | USA AUS | 24,70  | Emily Seebohm    | AUS      | 27,85    |
| #8:Dubai     | David Plummer              | USA     | 24,64  | Emily Seebohm    | AUS      | 27,57    |

#### 100 meter
| Wedstrijd    | Mannen          | Mannen   | Mannen   | Vrouwen       | Vrouwen | Vrouwen |
| Wedstrijd    | Winnaar         | Land     | Tijd     | Winnaar       | Land    | Tijd    |
| ------------ | --------------- | -------- | -------- | ------------- | ------- | ------- |
| #1:Moskou    | Camille Lacourt | FRA      | 53,44    | Emily Seebohm | AUS     | 58,88   |
| #2:Chartres  | Camille Lacourt | FRA      | 53,39    | Emily Seebohm | AUS     | 58,91   |
| #3:Hongkong  | Yuki Shirai     | JPN      | 54,39    | Emily Seebohm | AUS     | 58,88   |
| #4:Peking    | Ashley Delaney  | AUS      | 54,36    | Emily Seebohm | AUS     | 58,59   |
| #5:Singapore | Afgelast        | Afgelast | Afgelast | Emily Seebohm | AUS     | 58,72   |
| #6:Tokio     | Mitch Larkin    | AUS      | 52,48    | Emily Seebohm | AUS     | 58,37   |
| #7:Doha      | Mitch Larkin    | AUS      | 52,26    | Emily Seebohm | AUS     | 58,34   |
| #8:Dubai     | Mitch Larkin    | AUS      | 52,11    | Emily Seebohm | AUS     | 58,51   |

#### 200 meter
| Wedstrijd    | Mannen         | Mannen | Mannen  | Vrouwen         | Vrouwen  | Vrouwen  |
| Wedstrijd    | Winnaar        | Land   | Tijd    | Winnaar         | Land     | Tijd     |
| ------------ | -------------- | ------ | ------- | --------------- | -------- | -------- |
| #1:Moskou    | Ashley Delaney | AUS    | 1.58,41 | Darja Oestinova | RUS      | 2.08,21  |
| #2:Chartres  | Chad le Clos   | RSA    | 1.57,80 | Darja Oestinova | RUS      | 2.07,43  |
| #3:Hongkong  | Yuki Shirai    | JPN    | 1.58,68 | Katinka Hosszú  | HUN      | 2.08,61  |
| #4:Peking    | Yuki Shirai    | JPN    | 1.57,98 | Emily Seebohm   | AUS      | 2.09,22  |
| #5:Singapore | Yuki Shirai    | JPN    | 1.57,96 | Afgelast        | Afgelast | Afgelast |
| #6:Tokio     | Mitch Larkin   | AUS    | 1.53,34 | Emily Seebohm   | AUS      | 2.08,08  |
| #7:Doha      | Mitch Larkin   | AUS    | 1.53,80 | Emily Seebohm   | AUS      | 2.07,19  |
| #8:Dubai     | Mitch Larkin   | AUS    | 1.53,17 | Emily Seebohm   | AUS      | 2.06,94  |

### Schoolslag

#### 50 meter
| Wedstrijd    | Mannen                | Mannen   | Mannen   | Vrouwen       | Vrouwen | Vrouwen |
| Wedstrijd    | Winnaar               | Land     | Tijd     | Winnaar       | Land    | Tijd    |
| ------------ | --------------------- | -------- | -------- | ------------- | ------- | ------- |
| #1:Moskou    | Cameron van der Burgh | RSA      | 26,96    | Katie Meili   | USA     | 30,76   |
| #2:Chartres  | Cameron van der Burgh | RSA      | 26,74    | Alia Atkinson | JAM     | 30,85   |
| #3:Hongkong  | Cameron van der Burgh | RSA      | 27,23    | Alia Atkinson | JAM     | 30,90   |
| #4:Peking    | Cameron van der Burgh | RSA      | 27,03    | Alia Atkinson | JAM     | 30,65   |
| #5:Singapore | Afgelast              | Afgelast | Afgelast | Alia Atkinson | JAM     | 30,74   |
| #6:Tokio     | Cameron van der Burgh | RSA      | 27,18    | Molly Hannis  | USA     | 30,63   |
| #7:Doha      | Cameron van der Burgh | RSA      | 26,96    | Alia Atkinson | JAM     | 30,55   |
| #8:Dubai     | Cameron van der Burgh | RSA      | 26,77    | Alia Atkinson | JAM     | 30,26   |

#### 100 meter
| Wedstrijd    | Mannen                | Mannen | Mannen  | Vrouwen       | Vrouwen  | Vrouwen  |
| Wedstrijd    | Winnaar               | Land   | Tijd    | Winnaar       | Land     | Tijd     |
| ------------ | --------------------- | ------ | ------- | ------------- | -------- | -------- |
| #1:Moskou    | Cameron van der Burgh | RSA    | 59,27   | Katie Meili   | USA      | 1.06,68  |
| #2:Chartres  | Cameron van der Burgh | RSA    | 58,97   | Alia Atkinson | JAM      | 1.07,03  |
| #3:Hongkong  | Cameron van der Burgh | RSA    | 1.00,23 | Alia Atkinson | JAM      | 1.07,91  |
| #4:Peking    | Cameron van der Burgh | RSA    | 59,76   | Alia Atkinson | JAM      | 1.07,39  |
| #5:Singapore | Cameron van der Burgh | RSA    | 59,38   | Afgelast      | Afgelast | Afgelast |
| #6:Tokio     | Cameron van der Burgh | RSA    | 59,97   | Molly Hannis  | USA      | 1.07,71  |
| #7:Doha      | Cameron van der Burgh | RSA    | 59,68   | Molly Hannis  | USA      | 1.06,94  |
| #8:Dubai     | Cameron van der Burgh | RSA    | 59,05   | Alia Atkinson | JAM      | 1.05,93  |

#### 200 meter
| Wedstrijd    | Mannen             | Mannen   | Mannen   | Vrouwen                | Vrouwen | Vrouwen |
| Wedstrijd    | Winnaar            | Land     | Tijd     | Winnaar                | Land    | Tijd    |
| ------------ | ------------------ | -------- | -------- | ---------------------- | ------- | ------- |
| #1:Moskou    | Marco Koch         | GER      | 2.08,77  | Vitalina Simonova      | RUS     | 2.22,94 |
| #2:Chartres  | Nicolas Fink       | USA      | 2.08,89  | Vitalina Simonova      | RUS     | 2.25,26 |
| #3:Hongkong  | Akihiro Yamaguchi  | JPN      | 2.13,13  | Vitalina Simonova      | RUS     | 2.28,36 |
| #4:Peking    | Mao Feilian        | CHN      | 2.10,95  | Zhang Xinyu            | CHN     | 2.27,17 |
| #5:Singapore | Afgelast           | Afgelast | Afgelast | Micah Lawrence         | USA     | 2.25,89 |
| #6:Tokio     | Yukihiro Takahashi | JPN      | 2.09,50  | Rie Kaneto             | JPN     | 2.23,01 |
| #7:Doha      | Dániel Gyurta      | HUN      | 2.10,33  | Rie Kaneto             | JPN     | 2.23,45 |
| #8:Dubai     | Dániel Gyurta      | HUN      | 2.10,43  | Viktoriya Zeynep Gunes | TUR     | 2.22,87 |

### Vlinderslag

#### 50 meter
| Wedstrijd    | Mannen         | Mannen   | Mannen   | Vrouwen           | Vrouwen | Vrouwen |
| Wedstrijd    | Winnaar        | Land     | Tijd     | Winnaar           | Land    | Tijd    |
| ------------ | -------------- | -------- | -------- | ----------------- | ------- | ------- |
| #1:Moskou    | Andrij Hovorov | UKR      | 23,30    | Jeanette Ottesen  | DEN     | 25,51   |
| #2:Chartres  | Chad le Clos   | RSA      | 23,23    | Béryl Gastaldello | FRA     | 26,35   |
| #3:Hongkong  | Geoffrey Cheah | HKG      | 24,23    | Jeanette Ottesen  | DEN     | 25,82   |
| #4:Peking    | Li Zhuhao      | CHN      | 23,39    | Jeanette Ottesen  | DEN     | 25,81   |
| #5:Singapore | Afgelast       | Afgelast | Afgelast | Jeanette Ottesen  | DEN     | 25,84   |
| #6:Tokio     | Giles Smith    | USA      | 23,68    | Rikako Ikee       | JPN     | 26,17   |
| #7:Doha      | Chad le Clos   | RSA      | 23,43    | Sasha Touretski   | SUI     | 26,81   |
| #8:Dubai     | Chad le Clos   | RSA      | 23,31    | Felicia Lee       | USA     | 26,69   |

#### 100 meter
| Wedstrijd    | Mannen                                | Mannen  | Mannen | Vrouwen                        | Vrouwen  | Vrouwen  |
| Wedstrijd    | Winnaar                               | Land    | Tijd   | Winnaar                        | Land     | Tijd     |
| ------------ | ------------------------------------- | ------- | ------ | ------------------------------ | -------- | -------- |
| #1:Moskou    | Thomas Shields                        | USA     | 51,36  | Madeline Groves Claire Donahue | AUS USA  | 58,08    |
| #2:Chartres  | Chad le Clos                          | RSA     | 51,04  | Madeline Groves                | AUS      | 57,98    |
| #3:Hongkong  | Vjatsjeslav Proednikov Nicholas Brown | RUS AUS | 53,64  | Katinka Hosszú                 | HUN      | 59,31    |
| #4:Peking    | Masato Sakai                          | JPN     | 53,52  | Jeanette Ottesen               | DEN      | 57,97    |
| #5:Singapore | Masato Sakai                          | JPN     | 53,53  | Afgelast                       | Afgelast | Afgelast |
| #6:Tokio     | Chris Wright                          | AUS     | 52,77  | Rikako Ikee                    | JPN      | 57,56    |
| #7:Doha      | Chad le Clos                          | RSA     | 51,44  | Felicia Lee                    | USA      | 58,83    |
| #8:Dubai     | Chad le Clos                          | RSA     | 51,09  | Felicia Lee                    | USA      | 58,57    |

#### 200 meter
| Wedstrijd    | Mannen        | Mannen   | Mannen   | Vrouwen           | Vrouwen | Vrouwen |
| Wedstrijd    | Winnaar       | Land     | Tijd     | Winnaar           | Land    | Tijd    |
| ------------ | ------------- | -------- | -------- | ----------------- | ------- | ------- |
| #1:Moskou    | Viktor Bromer | DEN      | 1.55,03  | Cammile Adams     | USA     | 2.06,33 |
| #2:Chartres  | Chad le Clos  | RSA      | 1.54,18  | Franziska Hentke  | GER     | 2.06,58 |
| #3:Hongkong  | Masato Sakai  | JPN      | 1.56,25  | Katinka Hosszú    | HUN     | 2.09,09 |
| #4:Peking    | Masato Sakai  | JPN      | 1.57,44  | Zsuzsanna Jakabos | HUN     | 2.09,90 |
| #5:Singapore | Afgelast      | Afgelast | Afgelast | Zsuzsanna Jakabos | HUN     | 2.08,65 |
| #6:Tokio     | Masato Sakai  | JPN      | 1.55,75  | Natsumi Hoshi     | JPN     | 2.08,13 |
| #7:Doha      | Chad le Clos  | RSA      | 1.55,80  | Zsuzsanna Jakabos | HUN     | 2.08,47 |
| #8:Dubai     | Viktor Bromer | DEN      | 1.55,98  | Zsuzsanna Jakabos | HUN     | 2.07,77 |

### Wisselslag

#### 200 meter
| Wedstrijd    | Mannen            | Mannen | Mannen  | Vrouwen        | Vrouwen  | Vrouwen  |
| Wedstrijd    | Winnaar           | Land   | Tijd    | Winnaar        | Land     | Tijd     |
| ------------ | ----------------- | ------ | ------- | -------------- | -------- | -------- |
| #1:Moskou    | Philip Heintz     | GER    | 1.58,46 | Katinka Hosszú | HUN      | 2.10,68  |
| #2:Chartres  | Hiromasa Fujimori | JPN    | 1.59,39 | Katinka Hosszú | HUN      | 2.10,19  |
| #3:Hongkong  | Tomas Elliot      | AUS    | 2.01,82 | Katinka Hosszú | HUN      | 2.11,78  |
| #4:Peking    | Dávid Verrasztó   | HUN    | 2.01,72 | Katinka Hosszú | HUN      | 2.10,44  |
| #5:Singapore | Semen Makovitsj   | RUS    | 2.01,76 | Afgelast       | Afgelast | Afgelast |
| #6:Tokio     | Hiromasa Fujimori | JPN    | 1.59,76 | Katinka Hosszú | HUN      | 2.09,85  |
| #7:Doha      | Keita Sunama      | JPN    | 2.00,48 | Katinka Hosszú | HUN      | 2.10,22  |
| #8:Dubai     | Keita Sunama      | JPN    | 2.00,72 | Katinka Hosszú | HUN      | 2.08,61  |

#### 400 meter
| Wedstrijd    | Mannen          | Mannen   | Mannen   | Vrouwen        | Vrouwen | Vrouwen |
| Wedstrijd    | Winnaar         | Land     | Tijd     | Winnaar        | Land    | Tijd    |
| ------------ | --------------- | -------- | -------- | -------------- | ------- | ------- |
| #1:Moskou    | Dávid Verrasztó | HUN      | 4.14,89  | Katinka Hosszú | HUN     | 4.36,25 |
| #2:Chartres  | Dávid Verrasztó | HUN      | 4.27,05  | Katinka Hosszú | HUN     | 4.35,80 |
| #3:Hongkong  | Dávid Verrasztó | HUN      | 4.18,06  | Katinka Hosszú | HUN     | 4.42,27 |
| #4:Peking    | Dávid Verrasztó | HUN      | 4.16,36  | Katinka Hosszú | HUN     | 4.39,49 |
| #5:Singapore | Afgelast        | Afgelast | Afgelast | Katinka Hosszú | HUN     | 4.37,30 |
| #6:Tokio     | Dávid Verrasztó | HUN      | 4.15,60  | Katinka Hosszú | HUN     | 4.37,26 |
| #7:Doha      | Dávid Verrasztó | HUN      | 4.16,17  | Katinka Hosszú | HUN     | 4.36,39 |
| #8:Dubai     | Dávid Verrasztó | HUN      | 4.16,71  | Katinka Hosszú | HUN     | 4.33,88 |